# Nationalliga A (Eishockey) 1973/74
Die Saison 1973/74 war die 36. reguläre Austragung der Nationalliga A, der höchsten Schweizer Spielklasse im Eishockey. Zum insgesamt dritten Mal in seiner Vereinsgeschichte wurde der SC Bern Schweizer Meister, während der Zürcher SC in die NLB abstieg.

## Modus
In einer gemeinsamen Hauptrunde spielte jede der acht Mannschaften in vier Spielen gegen jeden Gruppengegner, wodurch die Gesamtanzahl der Spiele pro Mannschaft 28 betrug. Der Erstplatzierte der Hauptrunde wurde Meister. Der Letztplatzierte der Hauptrunde stieg in die NLB ab. Für einen Sieg erhielt jede Mannschaft zwei Punkte, bei einem Unentschieden einen Punkt. Bei einer Niederlage erhielt man keine Punkte.

## Hauptrunde

### Abschlusstabelle
| Pl. | Team                 | Sp. | S  | U | N  | Tore    | Pkt. |
| --- | -------------------- | --- | -- | - | -- | ------- | ---- |
| 1.  | SC Bern              | 28  | 21 | 5 | 2  | 162:66  | 47   |
| 2.  | HC La Chaux-de-Fonds | 28  | 22 | 2 | 4  | 181:84  | 46   |
| 3.  | HC Sierre            | 28  | 14 | 4 | 10 | 120:123 | 32   |
| 4.  | HC Ambrì-Piotta      | 28  | 11 | 3 | 14 | 116:122 | 25   |
| 5.  | HC Servette Genève   | 28  | 10 | 5 | 23 | 107:132 | 25   |
| 6.  | SC Langnau           | 28  | 9  | 3 | 16 | 87:123  | 21   |
| 7.  | EHC Kloten           | 28  | 7  | 4 | 17 | 97:151  | 18   |
| 8.  | Zürcher SC           | 28  | 4  | 2 | 22 | 84:153  | 10   |

### Meistermannschaft des SC Bern
| Schweizer Meister SC Bern | Torhüter: Roland Buchser, Jürg Jäggi, David Schiller Verteidiger: Hansruedi Baumgartner, Pierre Brun, Ueli Hofmann, Beat Kaufmann, Hugo Leuenberger, Paul Pfamatter Angreifer: Paul-André Cadieux, Roland Dellsperger, Urs Dolder, Riccardo Fuhrer, Roland Gurtner, Renzo Holzer, Hansruedi Iseli, Jaroslav Krupička, Roland Meier, Herbert Messer, Pascal Nigg, Walter Nyffenegger, Martial Racine, Rony Schläpfer, Bruno Wittwer, Fritz Wyss, Bruno Zahnd, Claudio Zehnder Cheftrainer: Paul-André Cadieux |